# فرنسيس أ. برات
فرنسيس أ. برات (بالإنجليزية: Francis A. Pratt)‏ هو شخصية أعمال ومهندس ومخترع أمريكي، ولد في 15 فبراير 1827 في بيرو في الولايات المتحدة، وتوفي في 10 فبراير 1902 في هارتفورد في الولايات المتحدة.

## وصلات خارجية
- فرنسيس أ. برات على موقع الموسوعة البريطانية (الإنجليزية)
- فرنسيس أ. برات على موقع إن إن دي بي (الإنجليزية)